# Lista localităților din Slovenia (Z)
Lista localităților din Slovenia care încep cu litera  Z.
Lista localităților:
A -
B -
C -
Č -
D -
E -
F -
G -
H -
I -
J -
K -
L -
M -
N -
O -
P -
R -
S -
Š -
T -
U -
V -
Z -
Ž
| Localitate                 | Comună                                    | Imagine |
| -------------------------- | ----------------------------------------- | ------- |
| Za Kalvarijo               | Comuna urbană Maribor                     |         |
| Zabava                     | Comuna Zagorje ob Savi                    |         |
| Zabavlje                   | Comuna urbană Koper                       |         |
| Zabiče                     | Comuna Ilirska Bistrica                   |         |
| Zabočevo                   | Comuna Borovnica                          |         |
| Zabork                     | Comuna Zreče                              |         |
| Zaboršt pri Dolu           | Comuna Dol pri Ljubljani                  |         |
| Zaboršt pri Šentvidu       | Comuna Ivančna Gorica                     |         |
| Zaboršt                    | Comuna Domžale                            |         |
| Zaboršt                    | Comuna Kostanjevica na Krki               |         |
| Zaboršt                    | Comuna Škocjan                            |         |
| Zabovci                    | Comuna Markovci                           |         |
| Zabrdje                    | Comuna Mirna                              |         |
| Zabrdo                     | Comuna Železniki                          |         |
| Zabrekve                   | Comuna Železniki                          |         |
| Zabreznica                 | Comuna Žirovnica                          |         |
| Zabreznik                  | Comuna Zagorje ob Savi                    |         |
| Zabrež                     | Comuna Laško                              |         |
| Zabrežnik                  | Comuna Žiri                               |         |
| Zabukovica                 | Comuna Žalec                              |         |
| Zabukovje nad Sevnico      | Comuna Sevnica                            |         |
| Zabukovje pri Raki         | Comuna Krško                              |         |
| Zabukovje                  | Comuna urbană Kranj                       |         |
| Zabukovje                  | Comuna Šentrupert                         |         |
| Zabukovje                  | Comuna Vojnik                             |         |
| Začret                     | Comuna urbană Celje                       |         |
| Zadlaz - Čadrg             | Comuna Tolmin                             |         |
| Zadlaz - Žabče             | Comuna Tolmin                             |         |
| Zadlog                     | Comuna Idrija                             |         |
| Zadniki                    | Comuna Ribnica                            |         |
| Zadnja vas                 | Comuna Radovljica                         |         |
| Zadobje                    | Comuna Gorenja vas - Poljane              |         |
| Zadobrova                  | Comuna urbană Celje                       |         |
| Zadolje                    | Comuna Ribnica                            |         |
| Zadraga                    | Comuna Naklo                              |         |
| Zadrže                     | Comuna Šmarje pri Jelšah                  |         |
| Zafara                     | Comuna Žužemberk                          |         |
| Zagaj pod Bočem            | Comuna Rogaška Slatina                    |         |
| Zagaj pri Ponikvi          | Comuna Šentjur                            |         |
| Zagaj                      | Comuna Bistrica ob Sotli                  |         |
| Zagajski Vrh               | Comuna Gornja Radgona                     |         |
| Zagojiči                   | Comuna Gorišnica                          |         |
| Zagon                      | Comuna Postojna                           |         |
| Zagorci                    | Comuna Juršinci                           |         |
| Zagorica nad Kamnikom      | Comuna Kamnik                             |         |
| Zagorica pri Čatežu        | Comuna Trebnje                            |         |
| Zagorica pri Dobrniču      | Comuna Trebnje                            |         |
| Zagorica pri Dolskem       | Comuna Dol pri Ljubljani                  |         |
| Zagorica pri Rovah         | Comuna Domžale                            |         |
| Zagorica pri Velikem Gabru | Comuna Trebnje                            |         |
| Zagorica                   | Comuna Dobrepolje                         |         |
| Zagorica                   | Comuna Litija                             |         |
| Zagorica                   | Comuna Mirna                              |         |
| Zagorje ob Savi            | Comuna Zagorje ob Savi                    |         |
| Zagorje                    | Comuna Kozje                              |         |
| Zagorje                    | Comuna Sveti Tomaž                        |         |
| Zagorje                    | Comuna Pivka                              |         |
| Zagozd                     | Comuna Litija                             |         |
| Zagozdac                   | Comuna Črnomelj                           |         |
| Zagrad pri Otočcu          | Comuna urbană Novo mesto                  |         |
| Zagrad                     | Comuna Prevalje                           |         |
| Zagrad                     | Comuna Radeče                             |         |
| Zagrad                     | Comuna Škocjan                            |         |
| Zagradec pri Grosupljem    | Comuna Grosuplje                          |         |
| Zagradec                   | Comuna Ivančna Gorica                     |         |
| Zagradišče                 | Comuna urbană Ljubljana                   |         |
| Zagrajec                   | Comuna Komen                              |         |
| Zagrič                     | Comuna Šmartno pri Litiji                 |         |
| Zahomce                    | Comuna Vransko                            |         |
| Zahrib                     | Comuna Cerknica                           |         |
| Zajasovnik                 | Comuna Kamnik                             |         |
| Zajasovnik                 | Comuna Vransko                            |         |
| Zajčje Polje               | Comuna Kočevje                            |         |
| Zajčji Vrh pri Stopičah    | Comuna urbană Novo mesto                  |         |
| Zajčji Vrh                 | Comuna Črnomelj                           |         |
| Zajelše                    | Comuna Dol pri Ljubljani                  |         |
| Zajelšje                   | Comuna Ilirska Bistrica                   |         |
| Zakal                      | Comuna Kamnik                             |         |
| Zakl                       | Comuna Braslovče                          |         |
| Zakl                       | Comuna Podlehnik                          |         |
| Zaklanec                   | Comuna Horjul                             |         |
| Zakobiljek                 | Comuna Gorenja vas - Poljane              |         |
| Zakojca                    | Comuna Cerkno                             |         |
| Zakraj                     | Comuna Bloke                              |         |
| Zakraj                     | Comuna Tolmin                             |         |
| Zakriž                     | Comuna Cerkno                             |         |
| Zala                       | Comuna Cerknica                           |         |
| Zala                       | Comuna Železniki                          |         |
| Zales                      | Comuna Bloke                              |         |
| Zali Breg                  | Comuna Brda                               |         |
| Zali Log                   | Comuna Železniki                          |         |
| Zalisec                    | Comuna Žužemberk                          |         |
| Zalog pod Sveto Trojico    | Comuna Domžale                            |         |
| Zalog pod Uršulo           | Comuna Šentjur                            |         |
| Zalog pri Cerkljah         | Comuna Cerklje na Gorenjskem              |         |
| Zalog pri Kresnicah        | Comuna Moravče                            |         |
| Zalog pri Moravčah         | Comuna Moravče                            |         |
| Zalog pri Šempetru         | Comuna Žalec                              |         |
| Zalog pri Škocjanu         | Comuna Škocjan                            |         |
| Zalog pri Škofljici        | Comuna Škofljica                          |         |
| Zalog                      | Comuna urbană Kranj                       |         |
| Zalog                      | Comuna Straža                             |         |
| Zaloka                     | Comuna Šentrupert                         |         |
| Zaloke                     | Comuna Krško                              |         |
| Zalošče                    | Comuna urbană Nova Gorica                 |         |
| Zaloše                     | Comuna Radovljica                         |         |
| Zaloška Gorica             | Comuna Žalec                              |         |
| Založe                     | Comuna Polzela                            |         |
| Zamarkova                  | Comuna Lenart                             |         |
| Zameško                    | Comuna Šentjernej                         |         |
| Zamostec                   | Comuna Sodražica                          |         |
| Zamušani                   | Comuna Gorišnica                          |         |
| Zanigrad                   | Comuna urbană Koper                       |         |
| Zaplana - del              | Comuna Vrhnika                            |         |
| Zaplana - del              | Comuna Logatec                            |         |
| Zaplanina                  | Comuna Vransko                            |         |
| Zapodje                    | Comuna Litija                             |         |
| Zapoge                     | Comuna Vodice                             |         |
| Zapotok                    | Comuna Ig                                 |         |
| Zapotok                    | Comuna Kanal                              |         |
| Zapotok                    | Comuna Sodražica                          |         |
| Zapreval                   | Comuna Gorenja vas - Poljane              |         |
| Zapudje                    | Comuna Črnomelj                           |         |
| Zapuže pri Kostelu         | Comuna Kostel                             |         |
| Zapuže pri Ribnici         | Comuna Ribnica                            |         |
| Zapuže                     | Comuna Radovljica                         |         |
| Zapuže                     | Comuna Šentjernej                         |         |
| Zarečica                   | Comuna Ilirska Bistrica                   |         |
| Zarečje                    | Comuna Ilirska Bistrica                   |         |
| Zasadi                     | Comuna Destrnik                           |         |
| Zasadi                     | Comuna Križevci                           |         |
| Zasap                      | Comuna Brežice                            |         |
| Zasavci                    | Comuna Ormož                              |         |
| Zasip                      | Comuna Bled                               |         |
| Zastava                    | Comuna Črnomelj                           |         |
| Zastranje                  | Comuna Šmarje pri Jelšah                  |         |
| Zatolmin                   | Comuna Tolmin                             |         |
| Zavine                     | Comuna Zagorje ob Savi                    |         |
| Zavinek                    | Comuna Škocjan                            |         |
| Zavino                     | Comuna Ajdovščina                         |         |
| Zavodice                   | Comuna Nazarje                            |         |
| Zavodnje                   | Comuna Šoštanj                            |         |
| Zavrate                    | Comuna Radeče                             |         |
| Zavratec                   | Comuna Idrija                             |         |
| Zavratec                   | Comuna Sevnica                            |         |
| Zavrč                      | Comuna Zavrč                              |         |
| Zavrh nad Dobrno           | Comuna Dobrna                             |         |
| Zavrh pod Šmarno Goro      | Comuna Medvode                            |         |
| Zavrh pri Borovnici        | Comuna Vrhnika                            |         |
| Zavrh pri Črnivcu          | Comuna Kamnik                             |         |
| Zavrh pri Galiciji         | Comuna Žalec                              |         |
| Zavrh pri Trojanah         | Comuna Lukovica                           |         |
| Zavrh                      | Comuna Bloke                              |         |
| Zavrh                      | Comuna Lenart                             |         |
| Zavrh                      | Comuna Litija                             |         |
| Zavrh                      | Comuna Trebnje                            |         |
| Zavrhek                    | Comuna Divača                             |         |
| Zavrstnik                  | Comuna Šmartno pri Litiji                 |         |
| Završe pri Dobjem          | Comuna Dobje                              |         |
| Završe pri Grobelnem       | Comuna Šmarje pri Jelšah                  |         |
| Završe                     | Comuna Mislinja                           |         |
| Završje                    | Comuna Trbovlje                           |         |
| Zavrtače                   | Comuna Ivančna Gorica                     |         |
| Zazid                      | Comuna urbană Koper                       |         |
| Zbelovo                    | Comuna Slovenske Konjice                  |         |
| Zbelovska Gora             | Comuna Slovenske Konjice                  |         |
| Zbigovci                   | Comuna Gornja Radgona                     |         |
| Zbilje                     | Comuna Medvode                            |         |
| Zbure                      | Comuna Šmarješke Toplice                  |         |
| Zdenska vas                | Comuna Dobrepolje                         |         |
| Zdihovo                    | Comuna Kočevje                            |         |
| Zdole                      | Comuna Kozje                              |         |
| Zdole                      | Comuna Krško                              |         |
| Zduša                      | Comuna Kamnik                             |         |
| Zeče pri Bučah             | Comuna Kozje                              |         |
| Zeče                       | Comuna Slovenske Konjice                  |         |
| Zelen Breg                 | Comuna Ravne na Koroškem                  |         |
| Zelše                      | Comuna Cerknica                           |         |
| Zemelj                     | Comuna Metlika                            |         |
| Zemono                     | Comuna Vipava                             |         |
| Zenkovci                   | Comuna Puconci                            |         |
| Zglavnica                  | Comuna Litija                             |         |
| Zgonče                     | Comuna Velike Lašče                       |         |
| Zgornja Bačkova            | Comuna Sveta Ana                          |         |
| Zgornja Bela               | Comuna Preddvor                           |         |
| Zgornja Besnica            | Comuna urbană Kranj                       |         |
| Zgornja Besnica            | Comuna urbană Ljubljana                   |         |
| Zgornja Bistrica           | Comuna Slovenska Bistrica                 |         |
| Zgornja Brežnica           | Comuna Slovenska Bistrica                 |         |
| Zgornja Dobrava            | Comuna Moravče                            |         |
| Zgornja Dobrava            | Comuna Radovljica                         |         |
| Zgornja Draga              | Comuna Ivančna Gorica                     |         |
| Zgornja Gorica             | Comuna Rače - Fram                        |         |
| Zgornja Hajdina            | Comuna Hajdina                            |         |
| Zgornja Jablanica          | Comuna Šmartno pri Litiji                 |         |
| Zgornja Javoršica          | Comuna Moravče                            |         |
| Zgornja Jevnica            | Comuna Litija                             |         |
| Zgornja Kapla              | Comuna Podvelka                           |         |
| Zgornja Korena             | Comuna Duplek                             |         |
| Zgornja Kostrivnica        | Comuna Rogaška Slatina                    |         |
| Zgornja Kungota            | Comuna Kungota                            |         |
| Zgornja Lipnica            | Comuna Radovljica                         |         |
| Zgornja Ložnica            | Comuna Slovenska Bistrica                 |         |
| Zgornja Luša               | Comuna Škofja Loka                        |         |
| Zgornja Nova vas           | Comuna Slovenska Bistrica                 |         |
| Zgornja Orlica             | Comuna Ribnica na Pohorju                 |         |
| Zgornja Pohanca            | Comuna Brežice                            |         |
| Zgornja Polskava           | Comuna Slovenska Bistrica                 |         |
| Zgornja Pristava           | Comuna Slovenske Konjice                  |         |
| Zgornja Pristava           | Comuna Videm                              |         |
| Zgornja Radovna            | Comuna Kranjska Gora                      |         |
| Zgornja Rečica             | Comuna Laško                              |         |
| Zgornja Ročica             | Comuna Sveta Ana                          |         |
| Zgornja Selnica            | Comuna Selnica ob Dravi                   |         |
| Zgornja Senarska           | Comuna Sveta Trojica v Slovenskih goricah |         |
| Zgornja Senica             | Comuna Medvode                            |         |
| Zgornja Slivnica           | Comuna Grosuplje                          |         |
| Zgornja Sorica             | Comuna Železniki                          |         |
| Zgornja Sveča              | Comuna Majšperk                           |         |
| Zgornja Ščavnica           | Comuna Sveta Ana                          |         |
| Zgornja Velka              | Comuna Šentilj                            |         |
| Zgornja Vižinga            | Comuna Radlje ob Dravi                    |         |
| Zgornja Voličina           | Comuna Lenart                             |         |
| Zgornje Bitnje             | Comuna urbană Kranj                       |         |
| Zgornje Danje              | Comuna Železniki                          |         |
| Zgornje Dobrenje           | Comuna Šentilj                            |         |
| Zgornje Duplice            | Comuna Grosuplje                          |         |
| Zgornje Duplje             | Comuna Naklo                              |         |
| Zgornje Gameljne           | Comuna urbană Ljubljana                   |         |
| Zgornje Gorče              | Comuna Braslovče                          |         |
| Zgornje Gorje              | Comuna Bled                               |         |
| Zgornje Gradišče           | Comuna Šentilj                            |         |
| Zgornje Gruškovje          | Comuna Podlehnik                          |         |
| Zgornje Grušovje           | Comuna Oplotnica                          |         |
| Zgornje Grušovlje          | Comuna Žalec                              |         |
| Zgornje Hlapje             | Comuna Pesnica                            |         |
| Zgornje Hoče               | Comuna Hoče - Slivnica                    |         |
| Zgornje Jablane            | Comuna Kidričevo                          |         |
| Zgornje Jarše              | Comuna Domžale                            |         |
| Zgornje Jezersko           | Comuna Jezersko                           |         |
| Zgornje Konjišče           | Comuna Apače                              |         |
| Zgornje Koseze             | Comuna Moravče                            |         |
| Zgornje Laze               | Comuna Bled                               |         |
| Zgornje Laže               | Comuna Slovenske Konjice                  |         |
| Zgornje Loke               | Comuna Lukovica                           |         |
| Zgornje Mladetiče          | Comuna Sevnica                            |         |
| Zgornje Negonje            | Comuna Rogaška Slatina                    |         |
| Zgornje Palovče            | Comuna Kamnik                             |         |
| Zgornje Partinje           | Comuna Sveti Jurij v Slovenskih goricah   |         |
| Zgornje Pirniče            | Comuna Medvode                            |         |
| Zgornje Pobrežje           | Comuna Mozirje                            |         |
| Zgornje Poljčane           | Comuna Poljčane                           |         |
| Zgornje Prapreče           | Comuna Lukovica                           |         |
| Zgornje Prebukovje         | Comuna Slovenska Bistrica                 |         |
| Zgornje Roje               | Comuna Žalec                              |         |
| Zgornje Sečovo             | Comuna Rogaška Slatina                    |         |
| Zgornje Selce              | Comuna Šentjur                            |         |
| Zgornje Slemene            | Comuna Šentjur                            |         |
| Zgornje Stranje            | Comuna Kamnik                             |         |
| Zgornje Škofije            | Comuna urbană Koper                       |         |
| Zgornje Tinsko             | Comuna Šmarje pri Jelšah                  |         |
| Zgornje Verjane            | Comuna Sveta Trojica v Slovenskih goricah |         |
| Zgornje Vetrno             | Comuna Tržič                              |         |
| Zgornje Vodale             | Comuna Sevnica                            |         |
| Zgornje Vrtiče             | Comuna Kungota                            |         |
| Zgornji Boč                | Comuna Selnica ob Dravi                   |         |
| Zgornji Brnik              | Comuna Cerklje na Gorenjskem              |         |
| Zgornji Čačič              | Comuna Osilnica                           |         |
| Zgornji Duplek             | Comuna Duplek                             |         |
| Zgornji Gabrnik            | Comuna Rogaška Slatina                    |         |
| Zgornji Gasteraj           | Comuna Sveti Jurij v Slovenskih goricah   |         |
| Zgornji Hotič              | Comuna Litija                             |         |
| Zgornji Jakobski Dol       | Comuna Pesnica                            |         |
| Zgornji Janževski Vrh      | Comuna Ribnica na Pohorju                 |         |
| Zgornji Kamenščak          | Comuna Ljutomer                           |         |
| Zgornji Kocjan             | Comuna Radenci                            |         |
| Zgornji Kozji Vrh          | Comuna Radlje ob Dravi                    |         |
| Zgornji Lehen na Pohorju   | Comuna Ribnica na Pohorju                 |         |
| Zgornji Leskovec           | Comuna Videm                              |         |
| Zgornji Log                | Comuna Litija                             |         |
| Zgornji Motnik             | Comuna Kamnik                             |         |
| Zgornji Obrež              | Comuna Brežice                            |         |
| Zgornji Otok               | Comuna Radovljica                         |         |
| Zgornji Petelinjek         | Comuna Lukovica                           |         |
| Zgornji Porčič             | Comuna Sveta Trojica v Slovenskih goricah |         |
| Zgornji Prekar             | Comuna Moravče                            |         |
| Zgornji Prhovec            | Comuna Zagorje ob Savi                    |         |
| Zgornji Razbor             | Comuna urbană Slovenj Gradec              |         |
| Zgornji Slemen             | Comuna urbană Maribor                     |         |
| Zgornji Slemen             | Comuna Selnica ob Dravi                   |         |
| Zgornji Tuhinj             | Comuna Kamnik                             |         |
| Zgornji Tuštanj            | Comuna Moravče                            |         |
| Zgornji Velovlek           | Comuna Destrnik                           |         |
| Zgornji Žerjavci           | Comuna Lenart                             |         |
| Zgoša                      | Comuna Radovljica                         |         |
| Zibika                     | Comuna Šmarje pri Jelšah                  |         |
| Zibiška vas                | Comuna Šmarje pri Jelšah                  |         |
| Zibovnik                   | Comuna Cerknica                           |         |
| Zidani Most                | Comuna Laško                              |         |
| Zidani Most                | Comuna Trebnje                            |         |
| Zilje                      | Comuna Črnomelj                           |         |
| Zimica                     | Comuna Duplek                             |         |
| Zlakova                    | Comuna Zreče                              |         |
| Zlateče pri Šentjurju      | Comuna Šentjur                            |         |
| Zlateče                    | Comuna Vojnik                             |         |
| Zlatenek                   | Comuna Lukovica                           |         |
| Zlati Rep                  | Comuna Ribnica                            |         |
| Zlato Polje                | Comuna Lukovica                           |         |
| Zlatoličje                 | Comuna Starše                             |         |
| Zloganje                   | Comuna Škocjan                            |         |
| Zlogona Gora               | Comuna Oplotnica                          |         |
| Zlogona vas                | Comuna Oplotnica                          |         |
| Zminec                     | Comuna Škofja Loka                        |         |
| Znojile pri Krki           | Comuna Ivančna Gorica                     |         |
| Znojile pri Studencu       | Comuna Sevnica                            |         |
| Znojile                    | Comuna Kamnik                             |         |
| Znojile                    | Comuna Tolmin                             |         |
| Znojile                    | Comuna Zagorje ob Savi                    |         |
| Zorenci                    | Comuna Črnomelj                           |         |
| Zreče                      | Comuna Zreče                              |         |
| Zrkovci                    | Comuna urbană Maribor                     |         |
| Zvirče                     | Comuna Tržič                              |         |
| Zvodno                     | Comuna urbană Celje                       |         |

Lista localităților:
A -
B -
C -
Č -
D -
E -
F -
G -
H -
I -
J -
K -
L -
M -
N -
O -
P -
R -
S -
Š -
T -
U -
V -
Z -
Ž